# Die Zeit mit Anaïs
Die Zeit mit Anaïs (französisch: Le Temps d’Anaïs) ist ein Roman des belgischen Schriftstellers Georges Simenon. Er entstand vom 24. Oktober bis 1. November 1950 in Lakeville, Connecticut und wurde unter dem Titel L’auberge d’Ingrannes vom 19. Februar bis 4. April 1951 in der Zeitung Le Populaire des Paris vorabveröffentlicht. Parallel erschien im März des Jahres die Buchausgabe unter dem Titel Le Temps d’Anaïs im Verlag Presses de la Cité. Die erste deutsche Übersetzung von Ursula Vogel veröffentlichte 1987 der Diogenes Verlag.
Albert Bauche hat einen Filmproduzenten ermordet, für den er arbeitete und der gleichzeitig der Geliebte seiner Frau war. Alle Welt will die Tat seiner Eifersucht zuschreiben, und Bauche gelingt es in zahllosen Verhören nicht, seine tatsächlichen Motive verständlich zu machen. Erst bei einem Psychiater spürt er ein über den Mord hinausreichendes Interesse an seiner Lebensgeschichte. Und er berichtet von seiner Jugend und einem Mädchen namens Anaïs.

## Inhalt
Der 27-jährige Albert Bauche hat in Paris den charismatischen Filmproduzenten Serge Nicolas, für den er als Geschäftsführer arbeitete, ermordet. Mit Nicolas’ eigenem Revolver schoss er diesen an, hieb 22-mal mit dem Schürhaken auf ihn ein, ehe er sein Opfer mit einer Statue erschlug. Bauche stellt sich der Polizei und erklärt die scheinbar blutrünstige Tat damit, dass er beim Anblick des Schwerverletzten in Panik geraten sei und verzweifelt versuchte, ihn vom Leiden zu erlösen. Auch für den Mord gibt es seiner Ansicht nach gute Gründe, die er den Beamten darzulegen gedenkt, doch im Verhör fehlen ihm die zuvor zurechtgelegten Worte. Bauche spürt, dass ihn alle anderen Menschen nicht mehr als Mitmenschen anzuerkennen gewillt sind und dass seine Beteuerungen, er sei ein Ehrenmann, der gerade deswegen die Tat habe begehen müssen, bei ihnen bloß auf Unverständnis stoßen.

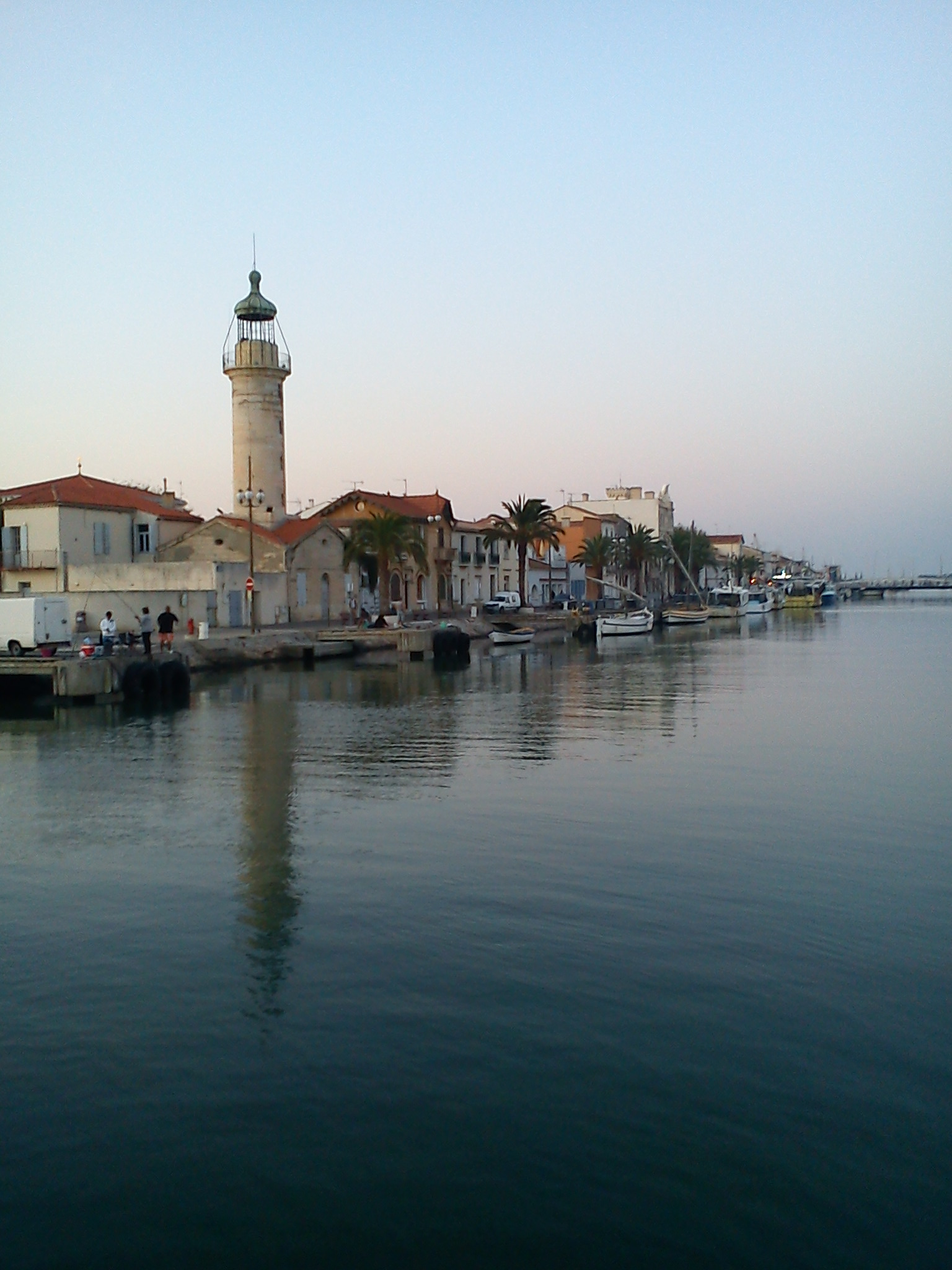
Blick auf Le Grau-du-Roi

Der ermittelnde Kommissar, der Untersuchungsrichter Bazin, selbst sein Anwalt Houard, ein alter Freund seines Vaters, und die herbeigereiste Mutter vermögen allesamt kein Verständnis für Bauche und seine wirren Erklärungen aufzubringen. Für alle ist klar: Es war ein Mord aus Eifersucht, denn Nicolas war der Geliebte von Bauches Frau Fernande, und das Einzige, wodurch Bauche der Todesstrafe entgehen kann, ist ein Plädoyer auf verminderte Zurechnungsfähigkeit. Schließlich wird Bauche einem Psychiater vorgeführt, und obwohl die Situation der Befragung alles andere als angenehm ist – Bauche sitzt in einem dunklen Raum von einer hellen Lampe angestrahlt, und zahlreiche Studenten sind anwesend –, fasst Bauche Vertrauen zu dem Psychiater, dessen Namen Méchouard er erst ganz am Ende erfährt. Hier muss er erstmals nicht bloß auf ein Fragenkorsett antworten, das seinen Erklärungen keinen Platz lässt, sondern kann ausführlich von seinem Leben berichten, für das sich sein Gegenüber jenseits aller Fragen nach der Schuld an dem Mord zu interessieren scheint.
Bauche wuchs in Le Grau-du-Roi auf, einem kleinen Fischerdorf, das in seiner Erinnerung stets in warmes Sonnenlicht getaucht ist, während ihm in Paris alles grau und trist vorkommt. Hier lief das Leben weitgehend ohne Regeln ab, und im Mittelpunkt des Interesses des kleinen Albert stand die fünf Jahre ältere Anaïs, ein Mädchen, das von einer unersättlichen sexuellen Lust getrieben mit allen Männern des Ortes schlief, sogar mit Alberts Vater und einmal auch mit Albert selbst. Bei späteren Begegnungen mit Frauen blieb Bauche, der sich nie als richtiger Mann fühlte, stets impotent; nur mit Prostituierten konnte er verkehren und mit Fernande, die genauso promisk war wie einst Anaïs. Bauche spürte keinerlei Eifersucht auf die sexuellen Abenteuer seiner Frau, wusste er doch, dass sie, von regelmäßigen Schüben einer Depression heimgesucht, immer wieder zu ihm zurückkehrte.
Serge Nicolas war es, der ihr Leben schließlich durcheinanderbrachte. Er nahm sich Fernande als Geliebte, und um ihr einen Gefallen zu tun, stellte er ihren Mann, der sich als Gelegenheitsjournalist allmählich nach oben zu arbeiten gedachte, als Geschäftsführer seiner Filmfirma an. Von da an lebten Bauche und seine Frau ein ganz anderes Leben, hatten Umgang mit Filmstars, bewegten sich auf Empfängen und gaben das Geld schneller aus als es hereinkam. Bauche war insgeheim klar, dass er über seine Verhältnisse lebte, Schulden machte, die er nie würde abtragen können, und jederzeit der Absturz drohte. Doch dass er Nicolas bei seinen betrügerischen Geschäften bloß als Strohmann diente, begriff er erst, als er diesen eines Tages von ihm als „aufgeblasenem Dummkopf“ reden hörte, auf den es nicht ankäme, weil man mit ihm machen könne, was man wolle. Von diesem Moment an hatte Bauche sich vorgenommen, Nicolas umzubringen, was er dann Wochen später, als er in dessen Privatwohnung gerufen wurde und Nicolas’ Revolver erblickte, in die Tat umsetzte. Als Bauche am Ende seiner Sitzungen mit Méchouard zur Beobachtung in dessen psychiatrische Klinik eingeliefert wird, fragt er den Psychiater verzweifelt, ob er wirklich verrückt sei. Doch dieser schüttelt nur lächelnd den Kopf, und Bauche bleibt für Jahre in der Klinik, um sich auszusprechen.

## Interpretation
Für Helmut Eikermann ist Die Zeit mit Anaïs kein „echter Krimi“. Zwar gebe es einen Mord, ein Opfer und eine Untersuchung, doch der Täter stehe von Anfang an fest. Stattdessen sei es „die Geschichte des beinahe hilflosen Albert Bauches, der sich einmal in seinem nichtigen Leben zu einer Tat aufgerafft hat und sich nun ebenso hilflos der Polizei und der Justiz und letztlich dem Psychologen ausgeliefert sieht.“ C. V. Terry sieht drei Lichtverhältnisse das Leben Albert Bauches bestimmen: das Sonnenlicht in der Küstenstadt seiner Jugend, die nasskalte Schwärze seiner Pariser Jahre voller Misserfolge und das glanzvolle Neonlicht der kurzen Zeit im Filmbusiness. Bauches Schicksal liege jedoch von Anfang an personifiziert in Anaïs, jener Kleinstadt-Lilith, die gleichzeitig Mutter Erde verkörpere und die Versuchung, die Bauche niemals habe befriedigen können.
„Der eigentliche Held des Buches“ ist für Stanley G. Eskin der Psychiater Méchouard, der dem Mörder, der auf der verzweifelten Suche nach sich selbst sei, als einziger die Chance biete, verstanden zu werden. Der New Yorker beschreibt Méchouard als „teils Deteiktiv, teils Priester und teils Arzt“, der allerdings die Funktionen aller drei Berufe nicht erfülle und zufrieden sei, das Geständnis anzuhören, „offenbar ohne jedes Gefühl von Verpflichtung, aufzuklären, zu trösten oder zu heilen.“ Für Marie-Paule Boutry steht die Figur in einer Reihe ähnlicher Romanhelden Simenons, zu denen etwa der Untersuchungsrichter Ernest Coméliau in Brief an meinen Richter gehört, vor allem aber der Kriminalkommissar Maigret.
Bernard Rosenberg und David Manning White sehen den Roman als Beispiel dafür, dass Simenons Romane immer in die Tiefen des Unbewussten vorstoßen, und dass er wie der Psychiater im Roman niemals verurteile. Der Mensch an sich sei nicht schlecht, bloß menschlich, und das Menschsein sei eine schwere Aufgabe. Laut Fenton Bresler trägt der Roman „stark autobiografische Züge“. So erinnert ihn die Schilderungen der Ankunft Bauches im fremden Paris an Simenons eigene Übersiedlung von Brüssel in die französische Metropole. Die medizinische Fachzeitschrift Concours médical bringen den Roman gar auf die Formel, dass Simenon ausrufen könne: „Bauche, c’est moi“ („Bauche, das bin ich“).

## Rezeption
Der in Amerika geschriebene Roman erwies sich dort auch als Bestseller. Unter dem Titel The Girl in His Past hatte er sich im Jahr 1958 bereits 430.000-mal verkauft. C. V. Terry sprach in der New York Times die Warnung aus: „Leser, die sich über gallische Offenheit entrüsten, sollten diese Fall-Geschichte um jeden Preis meiden. Wer glaubt, dass jedes Leben es wert ist, erforscht zu werden, wenn diese Erforschung wahrhaft und gründlich ist, wird bis zum letzten bitteren Komma dabeibleiben.“ Das Fazit lautete kurz und bündig: „Klasse-1-Simenon“. Auch Margaret Hickey urteilte in The News and Courier: „Nicht geschrieben für die Zimperlichen. […] Große Teile des Buches sind von fragwürdigem Geschmack, aber die Beschreibung der Einsamkeit und Verwirrung des Gefangenen ist wirkungsvoll.“ Der New Yorker sah den Roman hingegen „stümperhaft und unschlüssig, als ob Simenon nicht völlig daran interessiert war, was er tat, trotz der Intensität seines Schreibens.“
Im Jahr 1987 verfilmten Didier Cohen und Jacques Ertaud in der TV-Reihe L’heure Simenon die Romanvorlage als französische TV-Produktion. Es spielten Roger Souza, Juliet Berto und Stephan Meldegg.

## Ausgaben
- Georges Simenon: Le Temps d’Anaïs. Presses de la Cité, Paris 1951 (Erstausgabe).
- Georges Simenon: Die Zeit mit Anaïs. Übersetzung: Ursula Vogel. Diogenes, Zürich 1989, ISBN 3-257-21329-8.
- Georges Simenon: Die Zeit mit Anaïs. Ausgewählte Romane in 50 Bänden, Band 30. Übersetzung: Ursula Vogel. Diogenes, Zürich 2012, ISBN 978-3-257-24130-3.